# Bogislav von Bonin (Politiker)

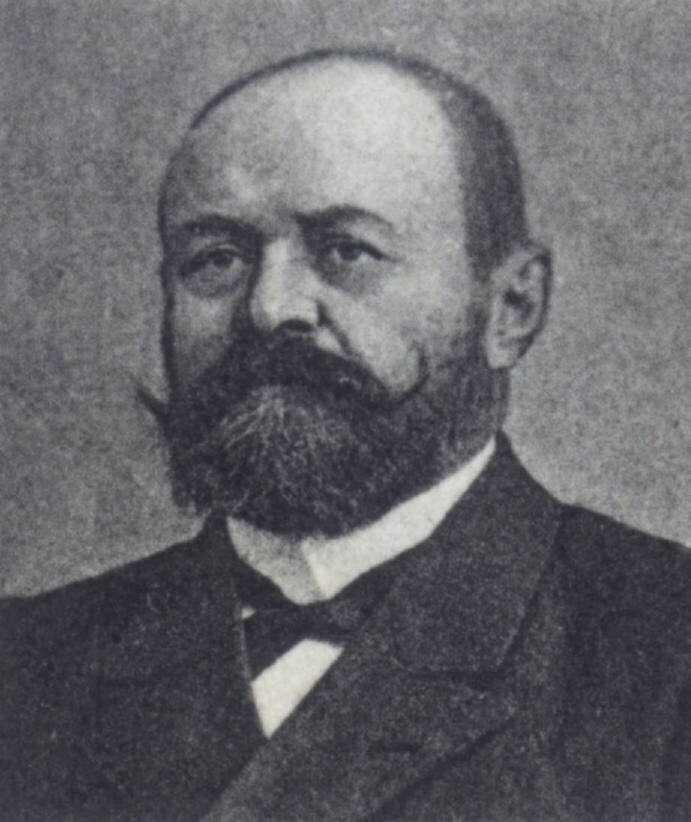
Bogislav von Bonin als Reichstagsabgeordneter 1912

Swantus Peter Bogislav von Bonin, auch Bonin-Bahrenbusch, (* 23. Dezember 1842 in Pasewalk; † 27. Januar 1929 in Bahrenbusch) war ein preußischer Politiker (Deutschkonservative Partei) und pommerscher Gutsbesitzer.

## Leben
Bogislav von Bonin stammte aus der pommerschen uradligen Familie von Bonin und war das älteste von sieben Kindern des Ernst von Bonin (1816–1882), Rittmeister im Kürassier-Regiment in Pasewalk, und dessen Ehefrau Henriette, geborene von Holtzendorff (* 1823).
Er besuchte ab 1855 das Gymnasium zum Grauen Kloster und ab 1860 das Französische Gymnasium in Berlin. 1863 wechselte er in die Prima des Gymnasiums in Prenzlau, wo er seine Schulzeit abschloss. Danach ging er als Einjährig-Freiwilliger zum 2. Garde-Dragoner-Regiment. Um eines der Güter seines Vaters zu übernehmen, begann er eine landwirtschaftliche Ausbildung. Als Fähnrich nahm er 1866 am Deutschen Krieg teil. Nach Kriegsende wurde er zum Secondeleutnant der Landwehr befördert. Im selben Jahr begann er eine Reise nach Frankreich, auf der er bis 1867 landwirtschaftliche Studien betrieb. Nach seiner Rückkehr übernahm er das Gut Plietnitz im Kreis Neustettin. Im Deutsch-Französischen Krieg 1870/71 war er mit einer Garde-Landwehr-Schwadron für die Truppenversorgung zuständig. Er beendete seine militärische Laufbahn im Rang eines Rittmeisters.
Von 1874 bis 1899 war Bogislav von Bonin Landrat des Landkreises Neustettin. Die Stadt Neustettin ernannte ihn zum Ehrenbürger. Ab 1880 gehörte er dem Provinziallandtag der Provinz Pommern und ab 1884 der pommerschen Provinzialsynode an. Von 1895 bis 1918 war er für die Konservativen Mitglied des Preußischen Abgeordnetenhauses. Von 1898 bis 1918 gehörte er dem Reichstag an. Er stimmte 1899 gegen den Bau des Mittellandkanals und wurde daher zu den Kanalrebellen gezählt und als Beamter zur Disposition gestellt.
Bogislav von Bonin war Rechtsritter des Johanniterordens. Burkhard von Bonin war sein Neffe.

## Schriften
- 25 Jahre Landrat. Ein Beitrag zur Neustettiner Kreischronik. Norddeutsche Presse, Neustettin 1924.